# 아오누마촌
아오누마촌(일본어:青沼村)은 나가노현 미나미사쿠군에 있던 촌이다. 현재의 사쿠호정에 해당한다.

## 연혁
- 1889년 4월 1일 - 정촌제 시행에 의해 이리사와촌·히라바야시촌 구역으로 성립하였다.
- 1956년 9월 30일 - 다구치촌과 합병해 다구치 아오누마촌이 성립하여, 동일 아오누마촌은 폐지되었다.
- 1957년 4월 1일 - 다구치 아오누마촌, 우스다정과 합병해, 새로운 우스다정이 성립하였다.
- 1959년 4월 1일 - 우스다정의 일부를 주민투표 끝에 사쿠정에 편입하였다.

## 교통

### 철도
- 일본국유철도
  - 고우미선

## 참고문헌
- 角川日本地名大辞典 20 長野県